# Melambia subcyanea
Melambia subcyanea là một loài bọ cánh cứng trong họ Trogossitidae. Loài này được Gerstacker miêu tả khoa học năm 1871.